# Слабомеж (Мазовецьке воєводство)
Слабомеж (пол. Słabomierz) — село в Польщі, у гміні Радзейовиці Жирардовського повіту Мазовецького воєводства.
Населення — 172 особи (2011).
У 1975-1998 роках село належало до Скерневицького воєводства.

## Демографія
Демографічна структура станом на 31 березня 2011 року:
|          | Загалом | Допрацездатний вік | Працездатний вік | Постпрацездатний вік |
| -------- | ------- | ------------------ | ---------------- | -------------------- |
| Чоловіки | 83      | 8                  | 61               | 14                   |
| Жінки    | 89      | 17                 | 51               | 21                   |
| Разом    | 172     | 25                 | 112              | 35                   |